# Anemia por deficiência de vitamina B12
A anemia por deficiência de vitamina B12, da qual a anemia perniciosa é um sub-tipo, é a anemia caracterizada pela diminuição da quantidade de glóbulos vermelhos no sangue causada pela quantidade insuficiente de vitamina B12. O sintoma inicial mais comum é a sensação de cansaço. Entre outros possíveis sintomas estão a falta de ar, palidez da pele, dor no peito, formigueiro nas mãos e pés, falta de equilíbrio, língua macia e avermelhada, maus reflexos, depressão e estado de confusão. Sem tratamento, alguns destes sintomas tornam-se permanentes.
Embora tecnicamente o termo "anemia perniciosa"  se refira apenas aos casos que resultam de deficiência de fator intrínseco, é muitas vezes usado para descrever todos os casos de anemia por deficiência de vitamina B12. Na maior parte dos casos, a deficiência de fator intrínseco tem origem no ataque autoimune às células parietais do estômago onde é produzido. Pode também dever-se à remoção cirúrgica de parte do estômago ou a uma doença hereditária. Entre outras possíveis causas de deficiência de vitamina B12 estão a ingestão insuficiente, como no caso de uma dieta vegan), doença celíaca ou parasitas intestinais. Quando se suspeita da doença, o diagnóstico é realizado com a ajuda de análises ao sangue e, em alguns casos, de análises à medula óssea. As análises ao sangue podem revelar menor número de glóbulos vermelhos, mas de maior dimensão, baixa contagem de reticulócitos, baixa quantidade de vitamina B12 e anticorpos do fator intrínseco.
Não é possível prevenir a anemia perniciosa causada por deficiência de fator intrínseco. No entanto, a deficiência de vitamina B12 por outras causas pode ser prevenida com uma dieta equilibrada ou com suplementos alimentares. A anemia perniciosa pode ser facilmente tratada com injeções ou comprimidos de vitamina B12. Nos casos em que os sintomas são graves, está recomendado o tratamento inicial com injeções. Em pessoas com dificuldade em engolir comprimidos, está também disponível em spray nasal. Em muitos casos o tratamento deve ser feito para o resto da vida.
A anemia perniciosa com origem em distúrbios autoimunes ocorre em aproximadamente 1 em cada 1000 pessoas. No grupo etário com idade superior a 60 anos, ocorre em 2% das pessoas. A doença é mais comum entre pessoas com ascendência da Europa do Norte. A doença é mais comum entre mulheres do que em homens. Com tratamento adequado, a maior parte das pessoas vive uma vida normal. No entanto, a doença aumenta o risco de cancro do estômago, pelo que está recomendado o rastreio regular para esta doença. A primeira descrição clara da doença foi feita por Thomas Addison em 1849. O termo "perniciosa" significa "mortal", e descrevia o prognóstico muitas vezes mortal da doença antes de existir tratamento.

## Causas
Existem diversas possíveis causas para uma absorção deficiente de vitamina B12:
- Gastrite crônica com ou sem úlcera
- Doença celíaca (intolerância ao glúten)
- Acidúria metilmalônica
- Cirurgia bariátrica (remoção do estômago)
- Incapacidade congênita de produzir o fator intrínseco
- Síndrome de Zollinger-Ellison
- Homocistinúria
- Tratamento da tuberculose com ácido para-aminosalicílico (PAS)
- Deficiência na dieta materna durante a gestação pode causar anemia perniciosa em bebês com menos de 4 meses de idade
- Deficiência de cobalto no organismo (elemento presente na vitamina B12)
- Doença de Addison

### Fisiopatologia
A vitamina B12 não é produzida pelo corpo humano e, portanto, precisa ser adquirida da dieta. Ela é absorvida nas células epiteliais do íleo, no intestino delgado. Porém, tal absorção só acontece quando a vitamina B12 chega até essa região do intestino ligada ao fator intrínseco. O Fator intrínseco é produzido pelas células parietais da mucosa gástrica oxíntica. Situações em que as células parietais não desempenham a sua função de produção do fator intrínseco ocasionam a deficiência da absorção de vitamina B12 característica da anemia perniciosa.
No corpo, a vitamina B12 é necessária para duas reações enzimáticas específicas: a conversão de metilmalonil-CoA em succinil-CoA e a conversão de homocisteína em metionina. Nessa última reação, o grupo metil da molécula 5-metiltetrahidrofolato é transferido para a homocisteína, produzindo então tetrahidrofolato e metionina. Essa reação é catalisada pela enzima metionina-sintetase, da qual a vitamina B12 é cofator essencial. Durante a deficiência de B12, essa reação não pode ser realizada, levando ao acúmulo da molécula 5-metiltetrahidrofolato. Esse acúmulo acaba por depletar os outros tipos de folato necessários para a síntese de purina e timidilato, que são necessárias para a síntese de DNA. Isso leva, por fim, à  inibição da replicação de DNA nas hemácias, resultando na formação de eritrócitos grandes e frágeis (megaloblastos).
Acredita-se que os sinais neurológicos presentes na anemia perniciosa são o resultado do acúmulo de metilmalonil-CoA, por conta da necessidade de vitamina B12 como cofator da enzima metilmalonil-CoA mutase.

### Fatores de risco
Os fatores de risco da anemia perniciosa incluem:
- História familiar da doença
- Descendência norte-europeia
- Doença autoimune do sistema digestivo como diabetes tipo 1 ou doença de Crohn
- Doença de Addison
- Cirurgia para remover parte do seu estômago ou intestinos
- Ter 60 anos ou mais

## Sinais e sintomas
É uma anemia que evolui lentamente e começa com sintomas pouco específicos:
- Fraqueza muscular
- Fadiga
- Diarreia
- Perda de peso
- Glossite (Língua inchada e bem vermelha)
- Mal estar e náusea

Após um largo período de evolução pode causar:
- Dispneia (Respiração irregular)
- Taquicardia (Coração acelerado)
- Parestesia (Adormecimento e formigamento de membros)
- Icterícia (pele e olhos amarelados)
- Transtorno Depressivo
- Problemas de memória

### Complicações
As possíveis complicações da anemia perniciosa incluem problemas cardíacos, anemia crônica, carcinoma de estômago e progressivos danos à medula espinhal e aos nervos. Em crianças a anemia pode retardar o crescimento e desenvolvimento cognitivo.

## Diagnóstico
- Endoscopia digestiva
- Teste de Schilling
- Hemograma com VCM aumentado
- Contagem de Reticulócitos
- Nível de Vitamina B12[21]

## Epidemiologia
Esta doença pode afetar todos os grupos étnicos, porém há maior incidência entre as pessoas com ascendência escandinava e do norte europeu. A anemia perniciosa geralmente não aparece antes dos 30 anos de idade, apesar de a forma juvenil da doença ocorrer entre crianças. Anemia perniciosa congênita manifesta-se antes da criança completar 3 anos de idade. Como fatores de risco temos história de distúrbios endócrinos autoimunes, antecedentes familiares de anemia perniciosa e ascendência escandinava.
A incidência do tipo autoimune é de 1 em cada 1.000 pessoas, porém cerca 20% da população tem deficiência grave de vitamina B12 e 30% deficiência moderada, sendo tão comum entre vegetarianos quanto em não-vegetarianos.

## Tratamento

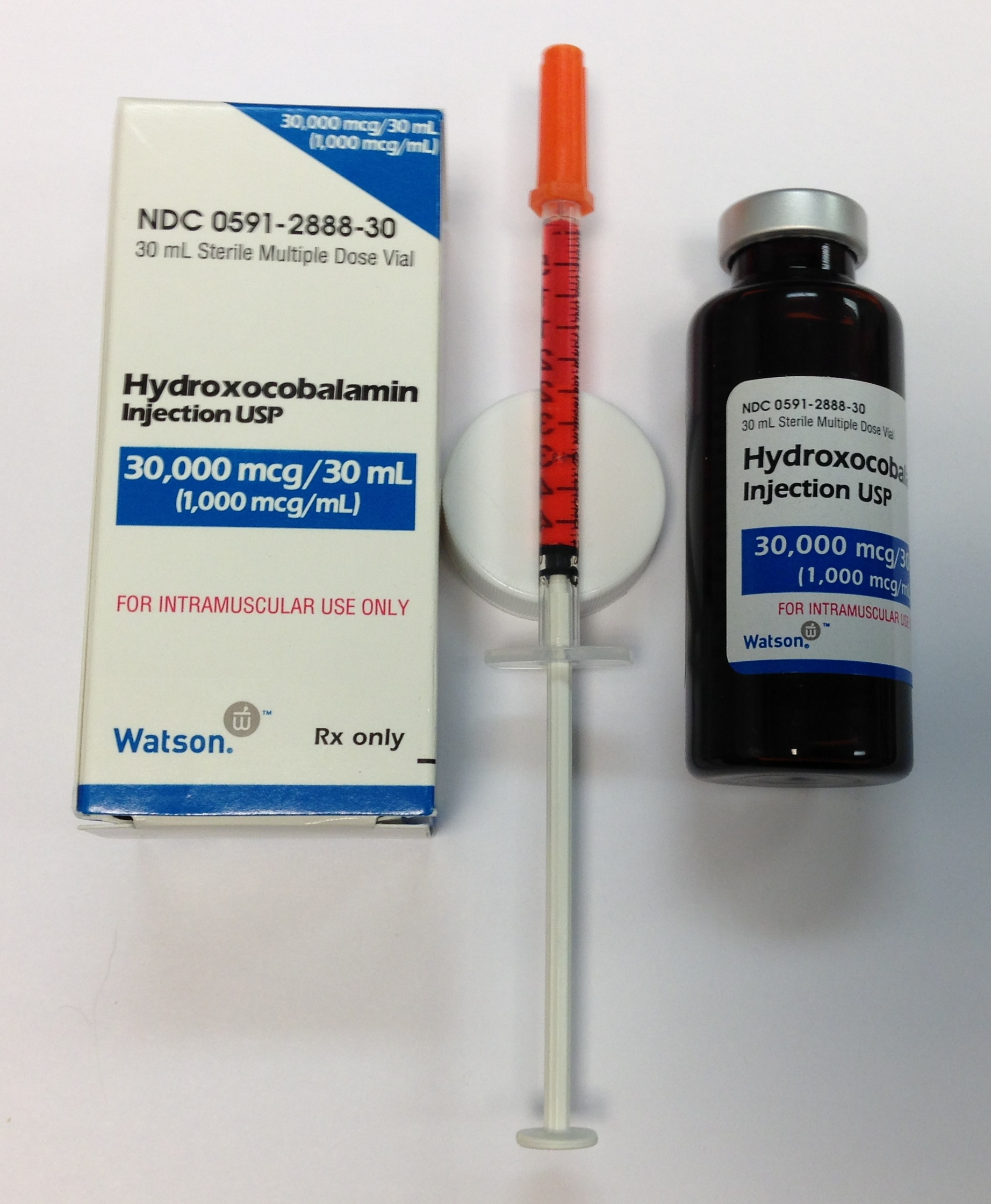
Hidroxicobalamina (B12) para injeção.

O tratamento tradicional era feito por injeções em 3 fases começando com 1000μg semanalmente e depois mensalmente. Agora já existem versões em comprimidos, pastilhas sub-linguais, em adesivo e associados ao fator intrínseco gástrico para melhor absorção. A dose ideal varia com o peso, idade e causa da doença do paciente.
Sem tratamento aparecem danos neurológicos, depressão, irritabilidade e eventualmente leva a insuficiência cardíaca fatal ou tumores gástricos.